# 谢赫·穆扎法尔·舒库尔
谢赫·穆扎法尔·舒库尔（Sheikh Muszaphar Shukor，1972年7月27日—），马来西亚医生，第一位进入太空的马来西亚人。2007年10月10日，他乘坐俄罗斯联盟TMA-11宇宙飞船出发，飞往国际空间站。谢赫·穆扎法尔是在马来西亚和俄罗斯太空计划下开始这次飞行，他在空间站停留11天后，于10月21日乘坐联盟TMA-10号与第15长期考察组成员费奥多尔·尤尔奇欣和奥列格·科托夫一起返回。

## 生涯
谢赫·穆扎法尔出生于吉隆坡，在印度的卡斯特柏医学院获得了学士学位。
他毕业后成为一位外科医生，并且担任马来西亚国民大学的医学讲师。他曾在多家医院任职，同时也是一个业余模特儿。

## 太空计划
2006年初，谢赫·穆扎法尔被选入马来西亚太空飞行计划。在俄罗斯莫斯科附近的星城（Star City）初级训练后，穆扎法尔·舒库尔和法伊兹·哈利德（Faiz Khaleed）被留下来接受之后的18个月训练，哈利德同样是一名医生。最后谢赫·穆扎法尔被选定为马来西亚首位宇航员，哈利德作为替补。在通过最后的身体检查和训练测试后，2007年9月17日，官方宣布谢赫·穆扎法尔为第16长期考察组（Expedition 16）成员。
发射前一天，舒库尔发表了一封致马来西亚人民的公开信，他借用美国宇航员阿姆斯壯的登月名言，说，“这是我的一小步，却是马来西亚人的一大步”。

## 太空飞行
联盟TMA-11号载着马来西亚的谢赫·穆扎法尔·舒库尔、俄罗斯的尤里·马连琴科（Yuri Malenchenko）和美国女宇航员佩吉·惠特森于格林尼治时间2007年10月10日13:22成功发射。
在短暂的太空飞行期间，当过医生的舒库尔还将进行有关癌细胞、蛋白质和微生物的实验。

## 太空飞行和宗教
由于谢赫·穆扎法尔是一个穆斯林，而他在太空的日程刚好是穆斯林斋月后期。伊斯兰宗教学者为此制定了穆斯林在国际空间站的指导书。长达18页的指导书详细规定了如何在低重力环境下祷告，如何在国际空间站定位麦加，如何确定祷告时间，以及斋戒的规定。该指导书将被翻译成俄文、阿拉伯文和英文。
国际空间站的轨道每90分钟绕地球一圈，经历一个昼夜交替。根据伊斯兰教教义，斋月期间，所有穆斯林在每天日出至日落期间禁止一切饮食。马来西亚伊斯兰发展部长安南·默德（Anan C. Mohd）准予舒库尔在太空中免于斋戒，但是谢赫·穆扎法尔还是决定根据飞船起飞地点拜科努尔的时间在太空祷告和斋戒。他将在太空站庆祝开斋节，并准备了沙嗲和糕点在斋月的最后一天，10月13日招待同伴。